# ظهرة الاشجوب (القفر)

تعديل مصدري - تعديل

ظهرة الاشجوب محلة تابعة لقرية المغلق، التابعة لعزلة حمير بمديرية القفر إحدى مديريات محافظة إب في الجمهورية اليمنية، بلغ تعداد سكانها 33 حسب تعداد اليمن لعام 2004.